# Thaise gouverneursverkiezingen van Bangkok 2004
De Thaise gouverneursverkiezingen van Bangkok 2004 betroffen de verkiezingen voor de positie van gouverneur van Bangkok (de gouverneur wordt voor een periode van vier jaar gekozen). De verkiezingen vonden op 29 augustus 2004 plaats.
De positie is politiek gezien een belangrijke post in Thailand. Bangkok is de enige provincie in Thailand met een gekozen gouverneur. De BMA (Bestuursorgaan van de metropool) en gouverneur zijn gedeeltelijk onafhankelijk van de landelijke politiek. Daarnaast is Bangkok economisch gezien de belangrijkste provincie van Thailand. Het stemgedrag van de inwoners van Bangkok is vaak onvoorspelbaar en wijkt af van de rest van het land. De laatste paar gouverneurs van Bangkok waren altijd niet verbonden aan de regerende partij. 
De verkiezingen in 2004 zijn met een grote meerderheid gewonnen door kandidaat Apirak Kosayodhin van de Democratische Partij. Deze uitslag wordt beschouwd als gezichtsverlies voor minister-president Thaksin Shinawatra die de onafhankelijke kandidate Paveena Hongsakul steunde. Zie ook de Uitslag van de verkiezingen verder op deze pagina.

## Aanloop naar de verkiezingen
In de periode voor de officiële registratie van de kandidaten werd er al een campagne gevoerd waarbij verschillende potentiële kandidaten hun meningen en standpunten weergaven.
Volgens de wet in Thailand mogen er voor verkiezingen geen peilingen worden uitgebracht met daarin de steun voor kandidaten. De media werken hieromheen door wel peilingen te presenteren maar geen naam erin te noemen, maar een beschrijving te geven van de kandidaat, zo wordt Apirak omschreven als de "knappe kandidaat en zakenman" en Paveena als de "bekende activiste". Er kon een e-mail gestuurd worden naar de verschillende media die dan een uitslag met namen terugstuurden. 

### Voor het officiële begin van de verkiezingsstrijd
Nog voor de verkiezingsstrijd officieel begon verklaarde minister-president Thaksin Shinawatra tijdens Kerstmis 2003 dat alleen een gouverneur uit de gelederen van zijn eigen Thai Rak Thai partij in staat zal zijn om met de centrale regering samen te werken. Volgens hem zal een andere gouverneur slecht zijn voor Bangkok omdat die de centrale regering er niet toe zal kunnen bewegen om Bangkok te helpen bij het oplossen van zijn vele problemen. Tot verrassing van veel politici verklaarde de kandidaat van de democratische partij, Apirak Kosayodhin, dat hij geen problemen ziet in een samenwerking met de regeringspartij Thai Rak Thai van minister-president Thaksin Shinawatra, de aartsrivalen van de Democratische Partij.

### Meningen
Meer en meer Thais in Bangkok die moe zijn van de nationale politiek verklaren "I will try Chuwit, what's there to lose" (ik probeer Chuwit, wat is er te verliezen). Op de vraag of ze niet bang zijn vanwege het verleden van Chuwit (prostitutie) verklaren ze dat hij tenminste alles zelf in de openbaarheid heeft gebracht en dat ze hem bewonderen vanwege de strijd die hij heeft aangebonden met de politie. De bekende regisseur van tv-programma's Nukul Boon iam verklaard dat het hem niet kan schelen dat Chuwit een "slechte" man is: "It's not like politics isn't full of bad people already" (Het is niet alsof de politiek niet al vol slechte mensen is). 
De groeiende groep van Chuwit-aanhangers heeft vooral gevolgen voor de campagne van de democraat Apirak Kosayodhin. De kandidaat Paveena Hongsakul zou hierdoor sterk staan.

## Inschrijving
Op maandag 26 juli 2004 is de periode van inschrijving voor kandidaten begonnen. De kandidaten hadden tot vrijdag 30 juli 2004 de tijd om zich aan te melden. In totaal hebben zich 22 kandidaten aangemeld.

### De kandidaten

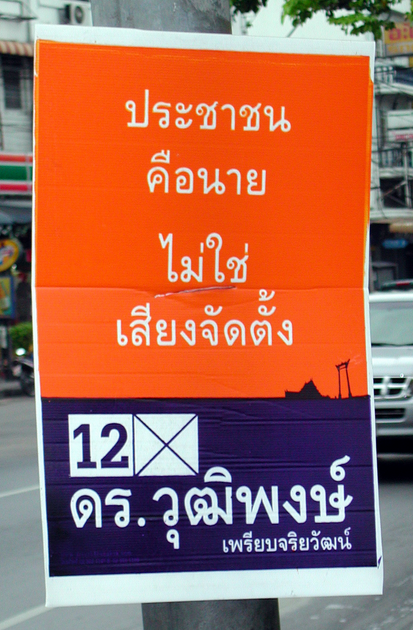
Campagneposter Wuthipong, kandidaat nr. 12

Een overzicht van de kandidaten op lijstnummer:
1. Apirak Kosayodhin
2. Waranchai Chokchana
3. Chalerm Yoobamrung
4. Kittisak Thiravisit
5. Mana Mahasuveerachai
6. Lena Jangjanja - gediskwalificeerd door de verkiezingscommissie
7. Paveena Hongsakul
8. Peerapong Thanompongphan
9. Metta Temchamnan
10. Wirasak Uppatham
11. Karoon Chandrangsu
12. Wuthipong Priabjareeyawat
13. Udom Thepachat
14. Kobsak Chutikul
15. Chuwit Kamolvisit
16. Sumet Tanthanasirikul
17. Withaya Jungkobwattana
18. Somsak Kongmak
19. Bhichit Rattakul
20. Thawatchai Sajjakul
21. Nitipoom Naowarat
22. Vara Buntunat

#### Thai Rak Thai partij
De Thai Rak Thai partij heeft geen geschikte kandidaat kunnen vinden en doet daarom officieel niet mee aan de verkiezingen. De enige Thai Rak Thai man die eventueel acceptabel was voor de inwoners van Bangkok is Purichai Piumsombun. Hij heeft veel indruk gemaakt tijdens zijn korte periode als minister van binnenlandse zaken. In deze tijd stelde hij zich op als keiharde, niet corrupte, politicus die de drugs en prostitutieproblematiek wilde aanpakken. Dit heeft hem echter in problemen gebracht binnen de partij en hij is weggepromoveerd naar de functie van viceminister-president. Purichai heeft echter verklaard niet te willen uitkomen in de race om het gouverneurschap. Ook Thai Rak Thais tweede kandidaat, Sudarat Keyuraphan, die in de vorige verkiezingen verloren heeft van de huidige gouverneur, Samak Sundaravej, heeft geweigerd opnieuw mee te doen. Zij is op dit moment de minister van Gezondheidszorg. Ook de vrouw van Thaksin Shinawatra, Khunying Pojamarn Shinawatra is als mogelijke kandidaat genoemd. 
In een verklaring die voor veel verbazing heeft gezorgd in de Thaise politiek heeft de Thai Rak Thai partij op 3 mei 2004 bekendgemaakt geen kandidaat aan te wijzen voor de verkiezingen. Dit is mede ingegeven omdat Purichai Piumsombun zich niet kandidaat wil stellen. De partij steunt ook geen andere kandidaat.
In een verklaring aan zijn partij geeft minister-president Thaksin Shinawatra als reden dat de partij zich wil concentreren op de nationale politiek en de Bangkok Metropolitan Administratie wat onafhankelijkheid wil geven. Deze uitspraak is in tegenspraak met een eerdere uitspraak (zie boven).
Begin augustus laat Thaksin Shinawatra aan de partijleden weten dat iedereen de onafhankelijke kandidaat Paveena Hongsakul moet steunen. Veel partijleden binnen de partij weigeren dit en steunen andere kandidaten.

#### Democratische partij
- De Democratische partij heeft als kandidaat de manager Apirak Kosayodhin aangesteld.

#### Chart Pattana partij
- De Chart Pattana partij heeft als kandidaat de politieke veteraan Paveena Hongsakul aangesteld.

Paveena Hongsakul heeft in mei 2004 de partij verlaten om als onafhankelijke kandidaat aan de verkiezingen deel te nemen. De Thai Rak Thai partij steunt onofficieel haar kandidatuur.

#### Onafhankelijken
- Waranchai Chokchana
- Chalerm Yoobamrung - bekend parlementariër en omstreden vanwege het gedrag van zijn drie zoons
- Kittisak Thiravisit
- Mana Mahasuveerachai - voorgedragen door Chumlong Srimuang een voormalig parlementariër en zeer gerespecteerd persoon.
- Lena Jangjanja - gediskwalificeerd door de verkiezingscommissie
- Paveena Hongsakul - vrouwen- en kinderrechten activiste
- Peerapong Thanompongphan - voormalig viceminister voor transport
- Metta Temchamnan
- Wirasak Uppatham
- Karoon Chandrangsu
- Wuthipong Priabjareeyawat - academicus
- Udom Thepachat
- Kobsak Chutikul - heeft beloofd Bangkok een homo-vriendelijke stad te maken
- Chuwit Kamolvisit - massagehuizeneigenaar
- Sumet Tanthanasirikul
- Withaya Jungkobwattana
- Somsak Kongmak
- Bhichit Rattakul - voormalig gouverneur van 1996-2000
- Thawatchai Sajjakul - voormalig Bangkok parlementariër
- Nitipoom Naowarat - Thai Rath (krant) columnist
- Vara Buntunat

## Uitslag van de verkiezingen
De verkiezingen worden gewonnen door kandidaat Apirak Kosayodhin, hij haalt 911.441 stemmen. De opkomst was 2,4 miljoen, dit is 62% van het aantal kiesgerechtigden, namelijk 3,9 miljoen. De kiezers konden stemmen tussen 6 uur 's ochtends en 3 uur 's middags.
| Lijst Nummer | Naam                      | Aantal stemmen    |
| ------------ | ------------------------- | ----------------- |
| 1            | Apirak Kosayodhin         | 911.441           |
| 7            | Paveena Hongsakul         | 619.039           |
| 15           | Chuwit Kamolvisit         | 334.168           |
| 3            | Chalerm Yoobamrung        | 165.761           |
| 21           | Nitipoom Naowarat         | 135.369           |
| 19           | Bhichit Rattakul          | 101.220           |
| 5            | Mana Mahasuveerachai      | 84.147            |
| 11           | Karoon Chandrangsu        | 11.070            |
| 12           | Wuthipong Priabjareeyawat | 10.243            |
| 14           | Kobsak Chutikul           | 3196              |
| 8            | Peerapong Thanompongphan  | 2377              |
| 9            | Metta Temchamnan          | 1965              |
| 18           | Somsak Kongmak            | 1298              |
| 2            | Waranchai Chokchana       | 1087              |
| 17           | Withaya Jungkobwattana    | 811               |
| 16           | Sumet Tanthanasirikul     | 709               |
| 4            | Kittisak Thiravisit       | 572               |
| 13           | Udom Thepachat            | 478               |
| 22           | Vara Buntunat             | 387               |
| 20           | Thawatchai Sajjakul       | 381               |
| 10           | Wirasak Uppatham          | 239               |
| 6            | Lena Jangjanja            | gediskwalificeerd |